# 柄沢祐輔
柄沢 祐輔（からさわ ゆうすけ、1976年 - 2022年4月18日）は、日本の建築家。

## 略歴
- 1976年 - 東京都生まれ
- 1999年 - 慶應義塾大学環境情報学部卒業
- 2001年 - 慶應義塾大学大学院政策・メディア研究科建築・都市デザインコース修了
- 2001-2002年 - 慶應義塾大学SFC研究所研究員
- 2002-2003年 - 文化庁派遣芸術家在外研修制度にてMVRDV（蘭）に在籍
- 2004-2005年 - 坂茂建築設計勤務
- 2006年 - 柄沢祐輔建築設計事務所設立
- 2022年4月18日 - 心不全のため死去[1]

## 受賞歴
- 1998年 文化庁メディア芸術祭優秀賞受賞
- 1998年 アルス・エレクトロニカ（オーストリア) Honorary Mention賞受賞
- 2000年 新建築住宅設計競技2000 “ファイナルハウス・コンペティション” (伊東豊雄審査員) 優秀賞受賞
- 2003年 第13回エス・バイ・エル住宅設計競技入賞
- 2011年 villa kanousan で英国D&AD 賞のSpatial Design部門を受賞

## 主な作品
- 2009年 villa kanousan
- 2013年 s-house

## その他
- 学生時代から建築デザイン分野で受賞歴がある。